# Лампридія
Лампридія — мати Песценнія Нігера

## Життєпис
Про дитинство немає жодних даних . Згідно Historia Augusta її батьком був попечитель Аквіно. З даного міста бажали простежити родовід Лампридію, та це неможливо. Про походження теж є багато сумнівів. Історики сперечаються з приводу того ким вона була. Замолоду вийшла заміж за Аннія Фуска. Трохи згодом у шлюбі народилося двоє дітей. Першою дочкою стала Публій Песценій Нігер. Про її заняття відомо, що вона була однією з Арвалських братів у 183 році нашої ери. Про її сім'ю чи подальшу долю після смерті свого брата немає фактів. Другою дитиною Лампридії був Песценній Нігер— майбутній римський імператор. Після його смерті майже всю його родину було страчено. У самого Песценнія була дружина та сини. Але про них теж невідомо. Деякі історики ставлять під сумнів існування батьків Песценнія та вважають, що їхні імена є вигаданими.